# Börfink
Börfink là một xã ở huyện Birkenfeld, bang Rheinland-Pfalz, nước Đức. Xã Börfink có diện tích 8,22 km².